# Ronald Darby
Ronald Darby (ur. 2 stycznia 1994 w Oxon Hill) – amerykański lekkoatleta specjalizujący się w biegach sprinterskich.
Wywalczył dwa medale mistrzostw świata juniorów młodszych w 2011. Podczas tych zawodów był członkiem zwycięskiej sztafety szwedzkiej, która czasem 1:49,47 ustanowiła nieoficjalny rekord świata juniorów młodszych.
Rekordy życiowe: bieg na 100 metrów – 10,41 (17 czerwca 2011, Greensboro); bieg na 200 metrów – 21,05 (4 czerwca 2011, Carolina). 

## Osiągnięcia
| Rok  | Impreza                               | Miejsce         | Konkurencja       | Pozycja    | Wynik   |
| ---- | ------------------------------------- | --------------- | ----------------- | ---------- | ------- |
| 2011 | Mistrzostwa świata juniorów młodszych | Lille Metropole | bieg na 100 m     | 4. miejsce | 10,61   |
| 2011 | Mistrzostwa świata juniorów młodszych | Lille Metropole | bieg na 200 m     | 3. miejsce | 21,08   |
| 2011 | Mistrzostwa świata juniorów młodszych | Lille Metropole | sztafeta szwedzka | 1. miejsce | 1:49,47 |